# Геза Оттлік
Геза Оттлік (угор. Ottlik Géza; 9 травня 1912, Будапешт — 9 жовтня 1990, Будапешт) — угорський письменник, перекладач класичних творів англійської та німецької літератури. Представник «психологічного роману» Угорщини.

## Біографія
Народився у маєстатній угорській родині з давніми військовими традиціями. Закінчив кадетську школу Кьосегу і військове училище в Будапешті. Однак вирішив змінити професію і вступив на фізико-математичний факультет Будапештського університету (1931-1935). Закінчивши університет, намагався знайти роботу журналіста. У 1939 в пресі стали з'являтися його перші твори.
Після нетривалої роботи на угорському радіо, 1945 він став секретарем Угорського ПЕН-клубу (до 1957), працював драматургом на радіо, деякі свої роботи передавав на Захід. Після 1948 з політичних мотивів припинив публікуватися і змушений був заробляти на життя літературними перекладами, в основному, з англійської. Серед його перекладів твори Чарлза Діккенса, Бернарда Шоу, Джона Осборна, Івлін Во, і німецької (Томас Манн, Готфрід Келлер, Стефан Цвейг).
З кінця 1950-х поступово зміг повернутися до літературного життя. У 1957 надрукував короткий роман Hajnali háztetők, а 1959 — свій найбільш відомий і культовий автобіографічний роман «Училище на кордоні». У цьому романі описаний непростий і жорстокий період навчання і дорослішання підлітка у військовому училищі. В першу чергу це психологічне дослідження внутрішнього світу підлітка 12-15 років, але важка атмосфера військового училища з насаджуваної начальством «дідівщиною» неявно зіставляється з атмосферою суспільного життя Угорщини. Роман приніс успіх Оттліку і отримав визнання за кордоном.
1960 взяв участь в поїздці до Лондона, де на знак визнання якості перекладів нагороджений премією і отримав ґрант від британського уряду.
У житті був пристрасним гравцем у бридж. Розробляв теорію гри і впровадив цілу низку нових понять. У результаті вийшла його популярна книга «Пригоди в грі картами» (1979), написана спільно з Г'ю Келсі. Фахівці писали, що книга Оттліка відкрила нову сторінку в багатьох технічних галузяхЮ і досі вважається однією з провідних книжок із карточної гри.
Автор збірок оповідань, романів, есе, досліджень, статей. Лауреат державної премії Угорщини з літератури імені Кошута (1985).

## Вибрані твори
- Hamisjátékosok (1941)
- Hajnali háztetők (1957)
- Iskola a határon (1959)
- Minden megvan (1969)
- Adventures in Card Play(1979), 285 pp.,
- Próza (1980)
- A Valencia-rejtély (1989)
- Hajónapló (1989)
- Buda (1993)

## Нагороди
- Премія імені Аттіли Йожефа (1981),
- Премія імені Кошута (1985)
- Праведники народів світу — Яд Вашем[1]

## Примітки

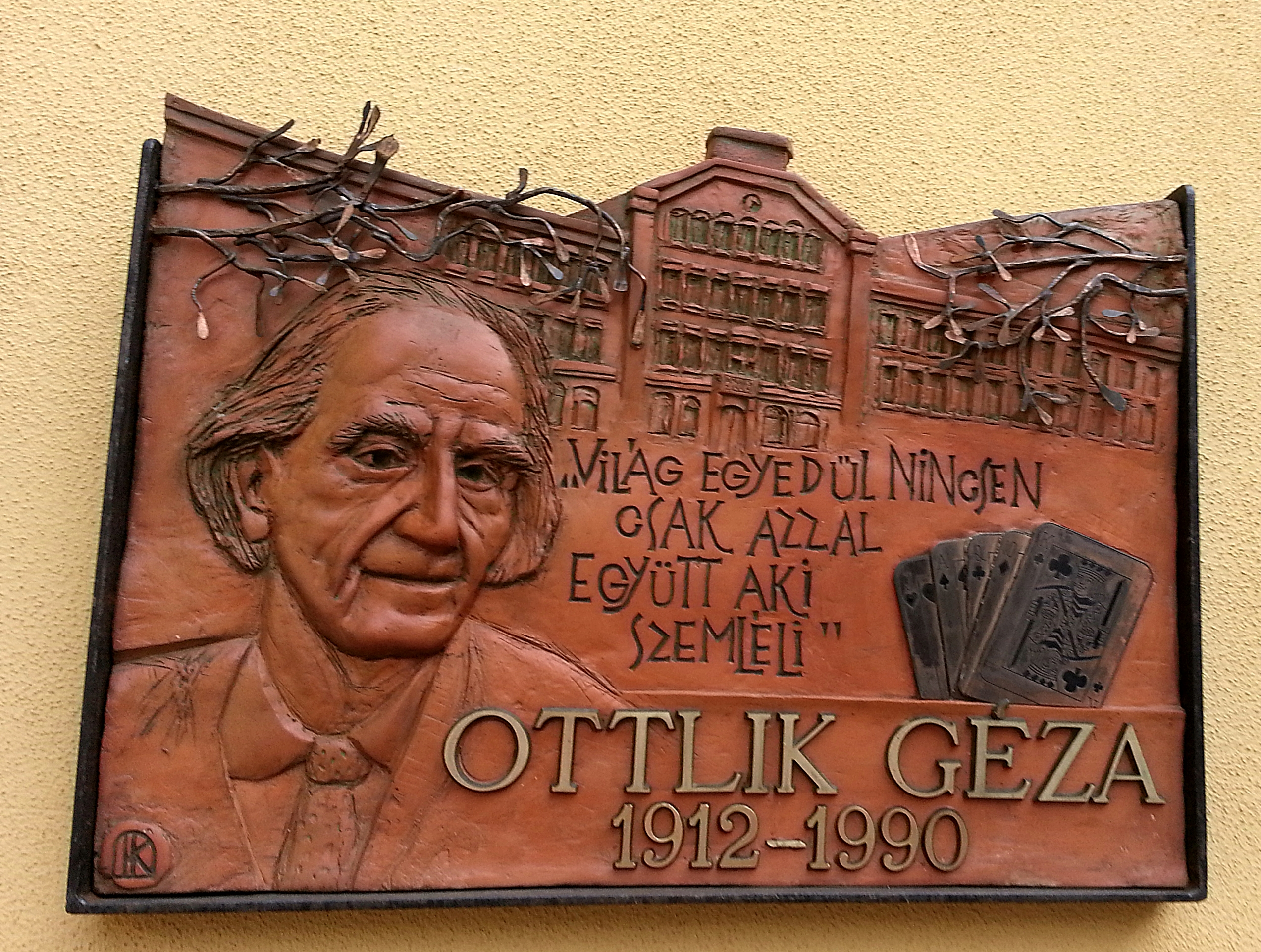
Меморіальна дошка в Будапешті